# Neoparoecus tibialis
Neoparoecus tibialis är en tvåvingeart som beskrevs av Yarom 1991. Neoparoecus tibialis ingår i släktet Neoparoecus och familjen lövflugor.
Artens utbredningsområde är Israel. Inga underarter finns listade i Catalogue of Life.